# اسلیپی هالو (فیلم)
اسلیپی هالو (به انگلیسی: Sleepy Hollow) (در ایران معروف به شوالیه بی‌سر) فیلم گوتیک آمریکایی-آلمانی در سبک فانتزی تاریک و داستان ترسناک به کارگردانی تیم برتون محصول سال ۱۹۹۹ با بازی جانی دپ، کریستینا ریچی، کریستوفر لی، میراندا ریچاردسون، جسیکا اویلوو و مایکل گمبون است. این فیلم یکی از کارهای مشهور در گونه وحشت به حساب می‌آید. داستان فیلم برداشتی آزاد از داستان کوتاه «افسانه سوار بی‌سر» (۱۸۲۰) اثر واشینگتن ایروینگ می‌باشد. داستان فیلم دربارهٔ پلیسی به نام ایچابود کرین (جانی دپ) است که از نیویورک برای بررسی یک سری قتل در روستای اسلیپی هالو توسط یک اسب‌سوار بی‌سر مرموز فرستاده می‌شود.
توسعه فیلم در سال ۱۹۹۳ در پارامونت پیکچرز آغاز شد، و در ابتدا قرار بود کوین یاگر فیلمنامه اندرو کوین واکر را به عنوان یک فیلم اسلشر کم‌بودجه کارگردانی کند. اختلاف نظر با پارامونت منجر به تنزل مقام یاگر به طراح گریم پروتز شد و برتون در ژوئن ۱۹۹۸ برای کارگردانی استخدام شد. فیلمبرداری از نوامبر ۱۹۹۸ تا مه ۱۹۹۹ انجام شد. این فیلم یک تولید مشترک بین‌المللی بین آلمان و آمریکا بود.
این فیلم اولین نمایش جهانی خود را در ۱۷ نوامبر ۱۹۹۹ در سالن نمایش چینی گرامن تجربه کرد و در ۱۹ نوامبر ۱۹۹۹ توسط پارامونت پیکچرز در ایالات متحده اکران شد. این فیلم با نقدهای مثبتی از منتقدان روبرو شد و بسیاری از آنها اجراها، کارگردانی، فیلمنامه و موسیقی متن و همچنین طنز تاریک، جلوه‌های بصری و فضای آن را ستودند. این فیلم تقریباً ۲۰۷ میلیون دلار در سراسر جهان فروش داشت. اسلیپی هالو جایزه اسکار بهترین کارگردانی هنری را از آن خود کرد.

## داستان
ایکابد کرین (جانی دپ)، پلیس جوانی است که بیش از هر چیز به منطق و علیت معتقد است. بعد از اعتراضی که در مورد شیوه‌های خام و بی‌منطق رؤسایش می‌کند، قاضی (کریستوفر) او را به روستای اسلیپی هالو (سوار بی‌سر) می‌فرستند تا معمای سه قتل اخیر این روستا را حل کند. قتل‌هایی که در آنها ناشناسی سر مقتولان را قطع کرده است.
ایکابد کرین به اسلیپی هالو می‌رود و در بدو ورود با کاترینا ون تسل (کریستینا ریچی)، دختر بالتوس ون تسل (مایکل گمبون) بزرگ ناحیه برخورد می‌کند. او را در خانهٔ ون تسل می‌پذیرند. همان شب، قتل دیگری صورت می‌گیرد. ایکابد کرین به بررسی جسد می‌پردازد و می‌بیند که زخم بوی گوگرد می‌دهد و خون کمی از آن ریخته است. او در می‌یابد علت برخاستن سوار بی سر از مقبره‌اش، یافتن سر گمشده خودش است.
پس از کنکاشهای بسیار ایکابد درمی یابد که مقتولان به هم مرتبط هستند. با پیگیری این جریان او به بالتوس ون تسل مشکوک می‌شود و عنوان می‌کند اوست که سوار بی سر را کنترل می‌کند. این فرض ایکابد، رابطه عاشقانه بین او و کاترینا را مخدوش می‌کند.
اما در نهایت کاترینا با صحبتهای نامادری اش مواجه می‌شود که مشخص می‌کند اوست که کنترل سوار بی سر را در دست دارد. با مرگ بالتوس ون تسل، ایکابد بازمی‌گردد و با کمک کاترینا و مسبت جوان، پسر یکی از مقتولان، سر سوار را به او برمی‌گرداند و نامادری کاترینا همراه سوار بی سر برده می‌شود و می‌میرد.
در انتهای داستان درست در زمان آغاز قرن نوزدهم، کاترینا و ایکابد در حالی که دست در دست هم دارند به همراه مسبت جوان به نیویورک می‌آیند. جایی که ایکابد آنجا زندگی می‌کند و می‌خواهد زندگی جدیدی را با کاترینا ون تسل آغاز کند.

## بازخوردها
- وب‌سایت جمع‌آوری نقد فیلم راتن تومیتوز گزارش می‌دهد که ۷۱٪ از منتقدان بر اساس ۱۲۹ نقد، نقد مثبتی به فیلم داده‌اند این فیلم امتیاز ۶٫۳ از ۱۰ را دارد.[۸] نظر منتقدان این سایت این است: «این فیلم بهترین اثر تیم برتون نیست، اما اسلیپی هالو با جلوه‌های بصری خیره‌کننده و فضای ترسناکش سرگرم‌کننده است.»
- در متاکریتیک، یکی دیگر از وب‌سایت‌های جمع‌آوری نقد، بر اساس ۳۵ نقد از منتقدان جریان اصلی، امتیاز میانگین وزنی ۶۵ از ۱۰۰ را به این فیلم اختصاص داد که «به‌طورکلی مطلوب» تلقی می‌شود.[۹]
- در نظرسنجی مخاطبان توسط سینماسکور به این فیلم امتیاز میانگین «B-» در مقیاس A+ تا F داد.[۱۰]